# Osserain-Rivareyte
Osserain-Rivareyte (tiếng Basque: Ozaraine-Erribareita) là một xã thuộc tỉnh Pyrénées-Atlantiques trong vùng Nouvelle-Aquitaine miền tây nam nước Pháp.